# Kanton Pauillac
Der Kanton Pauillac war bis 2015 ein französischer Wahlkreis im Arrondissement Lesparre-Médoc, im Département Gironde und in der Region Aquitanien; sein Hauptort war Pauillac, Vertreter im Generalrat des Départements war zuletzt von 2004 bis 2015 Sébastien Hournau. 

## Geografie
Der sieben Gemeinden umfassende Kanton war 145,80 km² groß und hatte 12.430 Einwohner (Stand: 2012).

## Gemeinden
| Gemeinde                 | Einwohner Jahr | Fläche km² | Bevölkerungsdichte | Postleitzahl | Code INSEE |
| ------------------------ | -------------- | ---------- | ------------------ | ------------ | ---------- |
| Cissac-Médoc             | 1926 (2013)    | –          | – Einw./km²        | 33250        | 33125      |
| Pauillac                 | 4986 (2013)    | –          | – Einw./km²        | 33250        | 33314      |
| Saint-Estèphe            | 1650 (2013)    | –          | – Einw./km²        | 33180        | 33395      |
| Saint-Julien-Beychevelle | 637 (2013)     | –          | – Einw./km²        | 33250        | 33423      |
| Saint-Sauveur            | 1297 (2013)    | –          | – Einw./km²        | 33250        | 33471      |
| Saint-Seurin-de-Cadourne | 711 (2013)     | –          | – Einw./km²        | 33180        | 33476      |
| Vertheuil                | 1261 (2013)    | –          | – Einw./km²        | 33180        | 33545      |

## Bevölkerungsentwicklung
| 1962   | 1968   | 1975   | 1982   | 1990   | 1999   |
| ------ | ------ | ------ | ------ | ------ | ------ |
| 11.734 | 11.990 | 13.036 | 13.107 | 12.944 | 12.332 |